# Peter Griffin (cantante)
Peter Griffin cuyo nombre real es Peter Kamp (17 de diciembre de 1939 - 17 de enero de 2007) fue un cantante de música disco alemán.

## Biografía
Peter Kamp nació el 17 de diciembre. Él es el padre de 5 hijos. Alexandra, Patricia, Domingo y los gemelos Nicolás y Robin. Él era el dueño de una discoteca alemana llamada Griffin, en la ciudad de Baden-Baden.
Su primer lanzamiento fue el sencillo 7" "I Hate the Music" en 1977, seguido por "I'm in the Race" en 1978. En 1979, publicó "Spiderman", como su tercer single. Poco después, la  versión 12" fue puesto en libertad y la canción se convirtió en un gran club hit ese año.
Él tuvo otros dos hits club entre 1980-1981. Las canciones fueron "Step By Step", que fue lanzado originalmente en el sello Electrola de Alemania. La canción ganó popularidad como una importación, y la nueva Moby Dick Records la tomó para el lanzamiento de EE. UU., la emisión de una versión remezclada. El año siguiente publicó Electrola "Inside Out", otro número de up-tempo. Ninguna empresa estadounidense optó por la licencia, pero aun así recibió la exposición buen club. Después de su carrera musical,  tuvo mucho éxito con varios restaurantes en Baden-Baden, Achern, Praga y San Diego.
Él es el padre de la actriz / modelo Alexandra Kamp, nacido en 1966.
Peter Griffin murió el 17 de enero de 2007 en Baden-Baden, Alemania, a la edad de 67 años.